# Il grano è verde (opera teatrale)
Il grano è verde (The Corn Is Green) è un'opera teatrale del drammaturgo britannico Emlyn Williams, portata al debutto a Londra nel 1938.

## Trama
L. C. Moffat è un'insegnante inglese che lavora in un povero paesino di minatore nel Galles del XIX secolo. Nonostante l'ostilità dei locali e le differenze culturali, Moffat persevera nel suo lavoro finché un adolescente del luogo, Morgan Evans, riesce ad andare all'università grazie a lei.

## Genesi
Emlyn Williams scrisse la pièce ispirandosi alla propria vita. Nato e cresciuto nella cittadina mineraria di Mostyn, nel Galles, e crebbe parlando esclusivamente il gallese fino all'età di otto anni. Quasi completamente analfabeta, cominciò a lavorare in miniera a dodici anni, ma la sua vita cambiò quando conobbe l'assistente sociale Sarah Grace Cooke. Cooke aveva fondato una scuola a Mostyn nel 1915 e, dopo aver notato il talento di Williams per le lingue, lo aiutò a studiare e gli fece ottenere una borsa di studio per studiare francese in Svizzera. Successivamente lo aiutò a vincere una borsa di studio per l'Università di Oxford. Qui Williams ebbe un esaurimento nervoso, ma Sarah Grace Cooke lo aiutò a superare il momento e lo incoraggiò a dedicarsi alla scrittura come terapia. Grazie all'incoraggiamento dell'insegnante, Williams portò al debutto la sua prima opera teatrale (Full Moon) ad Oxford.

## Il debutto internazionale
The Corn Is Green ebbe la sua prima londinese al Duchess Theatre nel settembre 1938 per la regia dello stesso Williams. Dopo quasi un anno di repliche, la pièce fu interrotta dallo scopprio della seconda guerra mondiale, ma fu poi riproposta al Piccadilly Theatre di Londra dal dicembre 1939 al giugno 1940; in totale, rimase in cartellone per seicento rappresentazioni. In occasione del debutto Sybil Thorndike aveva interpretato Miss Moffat, mentre Williams interpretava il suo stesso alter ago Morgan Evans.
Herman Shumlin produsse e diresse il primo allestimento di Broadway, rimasto in cartellone al National Theatre e poi al Royale Theatre di New York per 477 rappresentazioni. Ethel Barrymore interpretava la protagonista.

## Adattamenti
Sono state realizzate due versioni cinematografiche dell'opera:
- Il grano è verde, regia di Irving Rapper (1945)
- Il grando è verde, regia di George Cukor (1979)